# Eryngium duriaei
Eryngium duriaei  es una especie fanerógama de Eryngium perteneciente a la familia de las apiáceas.

## Descripción
Es una herbácea perennifolia, que alcanza un tamaño de entre 30-100 cm de altura, erguida, espinosa. Cepa leñosa, poco ramificada, a menudo con restos fibrosos. Tallos de 0,3-0,9 cm de diámetro en la base, simples o apenas algo ramificados a la altura de la inflorescencia, verduscos, glabros. Hojas todas cartáceas, con nerviación pinnado-reticulada neta, glaucescentes; las basales 8-25 × 2-5 cm, obovado-oblongas o espatuladas, desde indivisas, con el margen finamente denticulado-espinuloso y planas, a pinnatífidas, con el margen irregularmente sinuado-dentado, espinoso y ondulado, persistentes en la antesis, con pecíolo neto de 2-3 cm, inerme; hojas caulinares c. 10-15, de 2,5-16(22) × 2-3 cm, esparcidas, espinosas, subamplexicaules, las inferiores semejantes a las basales aunque con pecíolo más corto, el resto sésiles y con el limbo mucho más dividido –de pinnatífidas a pinnatipartidas–, las superiores fértiles, de contorno lanceolado, con un par de segmentos laterales muy patentes. Capítulos multifloros, netamente destacados del involucro, desiguales, el terminal de 40-80 × 15-30 mm, cilíndrico-elipsoidal, con pedúnculo de 30-50 mm, los laterales elipsoidales, de la tercera parte del tamaño del terminal, en ramas cortas en la axilas de las hojas superiores. Brácteas 8-12, de 15-55 × c. 10 mm, más cortas que el capítulo (1/3-3/4 de su longitud), largamente cuspidadas –y con 2-4 espínulas a cada lado–, rígidas, con nervio medio muy marcado, glabras, verdes, con espinas hasta de 18 mm, que alternan con ellas en la base. Bractéolas c. 10-12 mm, tantas como flores, rígidas, trífidas, glabras. Sépalos c. 5 mm, ovado-lanceolados, con ancho margen membranáceo blanquecino, acuminados, glabros. Mericarpos 3-4 × 2,5-3 mm, densamente cubiertos de escamas obtusas –las de las comisuras hasta de 0,6 mm–. Tiene un número de cromosomas de n = 8.

## Distribución y hábitat
Se encuentra en los gleras y pedregales silíceos, claros de matorral, menos frecuente en robledales aclarados; a una altitud de 30- 2400 metros en el noroeste de la península ibérica (W de la cordillera Cantábrica, Montes de León, Serra de Gerês y aledañas, Sierra de la Estrella y localidades costeras coruñesas).

## Taxonomía
Eryngium duriaei fue descrita por J.Gay ex Boiss. y publicado en Voyage botanique dans le midi de l'Espagne 2: 237. 1839.
Etimología
Eryngium: nombre genérico que probablemente hace referencia a la palabra que recuerda el erizo: "Erinaceus" (especialmente desde el griego "erungion" = "ción"), sino que también podría derivar de "eruma" (= protección), en referencia a la espinosa hojas de las plantas de este tipo.
duriaei: epíteto
 Sinonimia
- Eryngium duriaeanum J.Gay
- Eryngium ilicifolium Brot.[3]

subsp. juresianum (Laínz) Laínz
- Eryngium duriaeanum subsp. juresianum Laínz
- Eryngium juresianum (Laínz) Laínz